# Sweetheart of the Rodeo
Sweetheart of the Rodeo je šesté studiové album americké rockové skupiny The Byrds, vydané v srpnu 1968 u vydavatelství Columbia Records. Nahráno bylo nejprve v březnu 1968 ve studiu Columbia Studios v Nashville v Tennessee a znovu od dubna do května toho roku ve studiu Columbia Studios v Hollywoodu v Kalifornii. Producentem alba byl Gary Usher. Jde o první album skupiny, na kterém nehráli původní členové David Crosby a Michael Clarke, kteří odešli během nahrávání předchozího alba. Po vydání tohoto alba ze skupiny odešel i Chris Hillman a na dalším albu hrál z původní sestavy jen Roger McGuinn.

## Seznam skladeb
| Pořadí | Název                      | Autor                        | Délka |
| ------ | -------------------------- | ---------------------------- | ----- |
| 1.     | You Ain't Going Nowhere    | Bob Dylan                    | 2:34  |
| 2.     | I Am a Pilgrim             | tradicionál                  | 3:38  |
| 3.     | The Christian Life         | Charles Louvin, Ira Louvin   | 2:27  |
| 4.     | You Don't Miss Your Water  | William Bell                 | 3:45  |
| 5.     | You're Still on My Mind    | Luke McDaniel                | 2:22  |
| 6.     | Pretty Boy Floyd           | Woody Guthrie                | 2:35  |
| 7.     | Hickory Wind               | Gram Parsons, Bob Buchanan   | 3:30  |
| 8.     | One Hundred Years from Now | Gram Parsons                 | 2:40  |
| 9.     | Blue Canadian Rockies      | Cindy Walker                 | 2:00  |
| 10.    | Life in Prison             | Merle Haggard, Jelly Sanders | 2:45  |
| 11.    | Nothing Was Delivered      | Bob Dylan                    | 3:20  |

## Obsazení
The Byrds
- Roger McGuinn – kytara, banjo, zpěv
- Chris Hillman – baskytara, mandolína, kytara, zpěv
- Gram Parsons – kytara, klavír, varhany, zpěv
- Kevin Kelley – bicí

Ostatní hudebníci
- Lloyd Green – pedálová steel kytara
- JayDee Maness – pedálová steel kytara
- Clarence White – kytara
- John Hartford – banjo, housle, kytara
- Roy Husky – kontrabas
- Earl P. Ball – klavír
- Barry Goldberg – klavír